# Eulaema polyzona
Eulaema polyzona är en biart som först beskrevs av Alexander Mocsáry 1897.
Eulaema polyzona ingår i släktet Eulaema, tribus orkidébin och familjen långtungebin. Inga underarter finns listade i Catalogue of Life.